# Okliulus beveli
Okliulus beveli är en mångfotingart som beskrevs av Ottis Robert Causey 1953. Okliulus beveli ingår i släktet Okliulus och familjen Parajulidae. Inga underarter finns listade i Catalogue of Life.